# Генерал армии (Россия)
Генера́л а́рмии — персональное воинское звание Вооружённых сил Российской Федерации, ниже звания Маршала Российской Федерации и выше звания генерал-полковника. Может быть присвоено военнослужащим всех родов войск (сил) и специальных войск, в отличие от Вооружённых сил СССР, где, кроме общевойскового звания генерала армии, имелись звания маршалов рода войск (сил) и специальных войск (исключены из перечня воинских званий в 1993 году).
К воинскому званию генерала армии, пребывающего в запасе или находящегося в отставке, добавляются соответственно слова «запаса» или «в отставке». В Российской императорской армии конца 18 века аналогом этого звания был чин «генерал-фельдмаршал от армии».
Соответствует воинскому званию «адмирал флота» в Военно-морском флоте; классным чинам «действительный государственный советник Российской Федерации 1 класса» (на государственной гражданской службе), «действительный государственный советник юстиции Российской Федерации» (в юстиции) и «действительный государственный советник юстиции» (в прокуратуре); специальным званиям «генерал полиции Российской Федерации», «генерал юстиции Российской Федерации», «генерал внутренней службы Российской Федерации» и «действительный государственный советник таможенной службы Российской Федерации».

## Знаки различия
- До 1997 года — одна большая звезда диаметром 40 мм и общевойсковая эмблема на погонах и при парадной форме Маршальская звезда малого образца на галстуке.
- В 1997—2013 годах — четыре звезды диаметром 22 мм в ряд на погонах.
- С 2013 года одна большая звезда диаметром 40 мм с кантом или без него и эмблема диаметром 35 мм со звездой с кантом или без него в обрамлении венка на погонах[1].

Маршальская звезда «малого» типа (1994—1997)

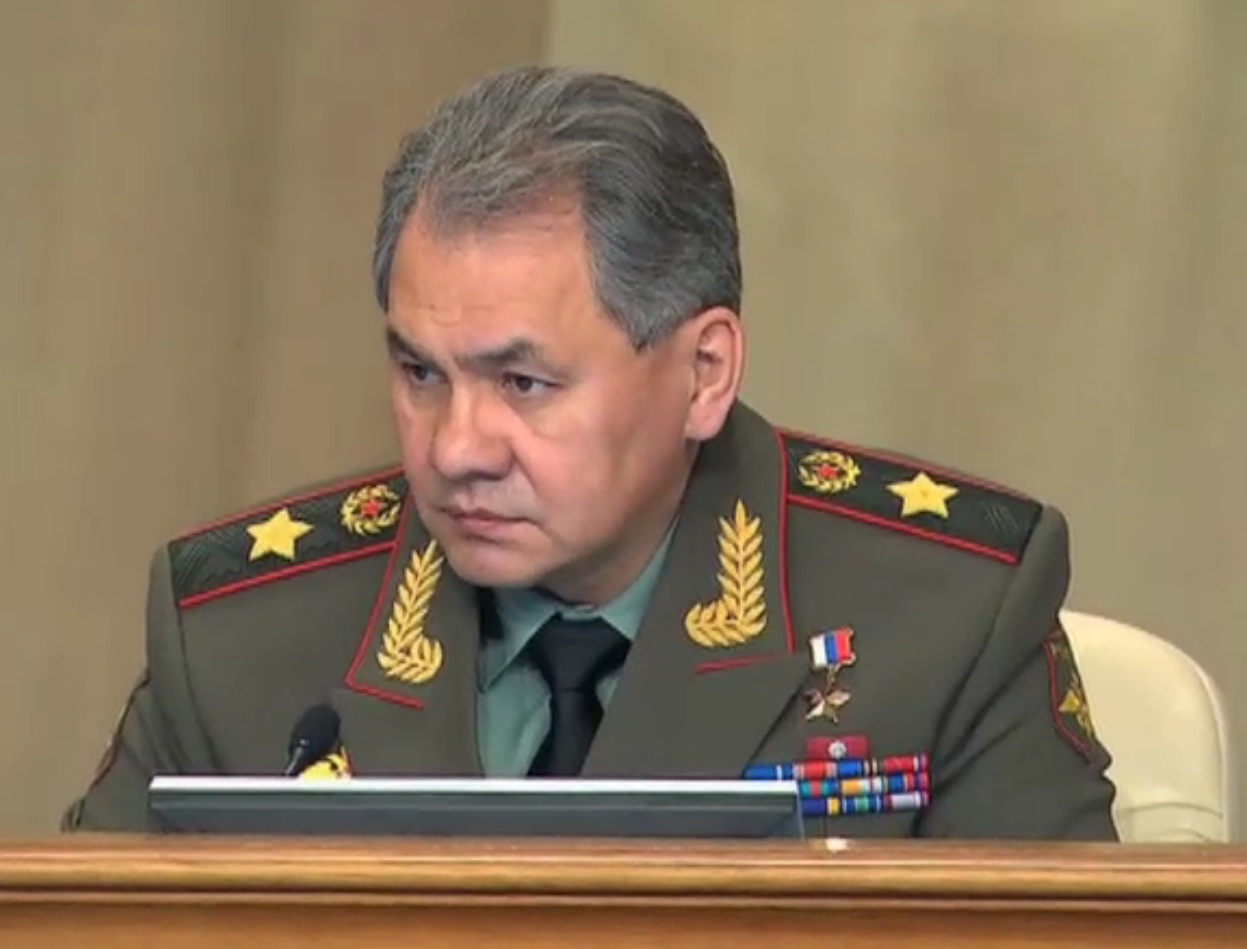
Бывший министр обороны России генерал армии Сергей Шойгу в погонах к повседневному обмундированию, образца 2013 года.

После того, как в 1993 году звания маршалов родов войск были исключены из перечня воинских званий, исчезла причина для особых знаков различия генералов армии. Указом Президента Российской Федерации от 27 января 1997 года генералам армии были возвращены введённые в 1943 году погоны с четырьмя звёздами в ряд и недействующим в Российской Федерации был признан указ Президиума Верховного совета СССР от 15 апреля 1981 года № 4735-X «О маршальских знаках отличия „Маршальская Звезда“…».
Указом Президента Российской Федерации от 22 февраля 2013 года генералам армии были возвращены введённые в 1974 году погоны с одной большой звездой. На заседании коллегии Министерства обороны РФ 27 февраля 2013 года действующие генералы армии (в том числе министр обороны России С. К. Шойгу), а также состоящий в запасе генерал армии Н. А. Панков носили погоны, на которых, помимо одной большой звезды, имелась эмблема, как на погонах генералов армии ВС СССР образца 1975 года (с красной звездой, в отличие от образца 1974 и 1994 годов с золотистой звездой), в отличие от описания в указе Президента России.
В указе Президента России от 31 июля 2014 года N 544 было введено следующее описание нового погона:
«Расположенная на продольной осевой линии погона одна звезда с кантом красного (в авиации, воздушно-десантных войсках и войсках воздушно-космической обороны — голубого, в Федеральной службе безопасности Российской Федерации, Федеральной службе охраны Российской Федерации и Службе специальных объектов при Президенте Российской Федерации — василькового) цвета или без него, выше звезды — звезда красного (в Федеральной службе безопасности Российской Федерации, Федеральной службе охраны Российской Федерации и Службе специальных объектов при Президенте Российской Федерации — золотистого) цвета с кантом красного (в Федеральной службе безопасности Российской Федерации, Федеральной службе охраны Российской Федерации и Службе специальных объектов при Президенте Российской Федерации — василькового) цвета или без него в обрамлении венка.».
| Образцы погон генерала армии (по применяемой в НАТО кодировке — OF-9) |           |           |           |        |      |
| Образцы погон генерала армии (по применяемой в НАТО кодировке — OF-9) | Годы      | Годы      | Годы      | Годы   | Годы |
| Образцы погон генерала армии (по применяемой в НАТО кодировке — OF-9) | 1994—1997 | 1997—2010 | 2010—2013 | с 2013 |      |
| --------------------------------------------------------------------- | --------- | --------- | --------- | ------ | ---- |
| Погоны к парадной форме Сухопутных войск, РВСН и СВР                  |           |           |           |        |      |
| Погоны к парадной форме ВВС, ВДВ, КВ                                  |           |           |           |        |      |
| Погоны к парадной форме ФСБ, ФСО и ГУСП                               |           | —         | —         |        |      |
| Погоны к повседневной форме Сухопутных войск, РВСН и СВР              |           |           |           |        |      |
| Погоны к повседневной форме ВВС                                       |           |           |           |        |      |
| Погоны к повседневной форме ВДВ, КВ                                   |           |           |           |        |      |
| Погоны к повседневной форме ФСБ, ФСО и ГУСП                           |           |           |           |        |      |
| Погоны к полевой форме                                                |           |           |           |        |      |

## Статистика присвоений звания

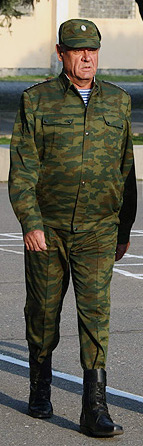
Главком Сухопутными войсками генерал армии Владимир Болдырев в полевой форме одежды (2008 год).

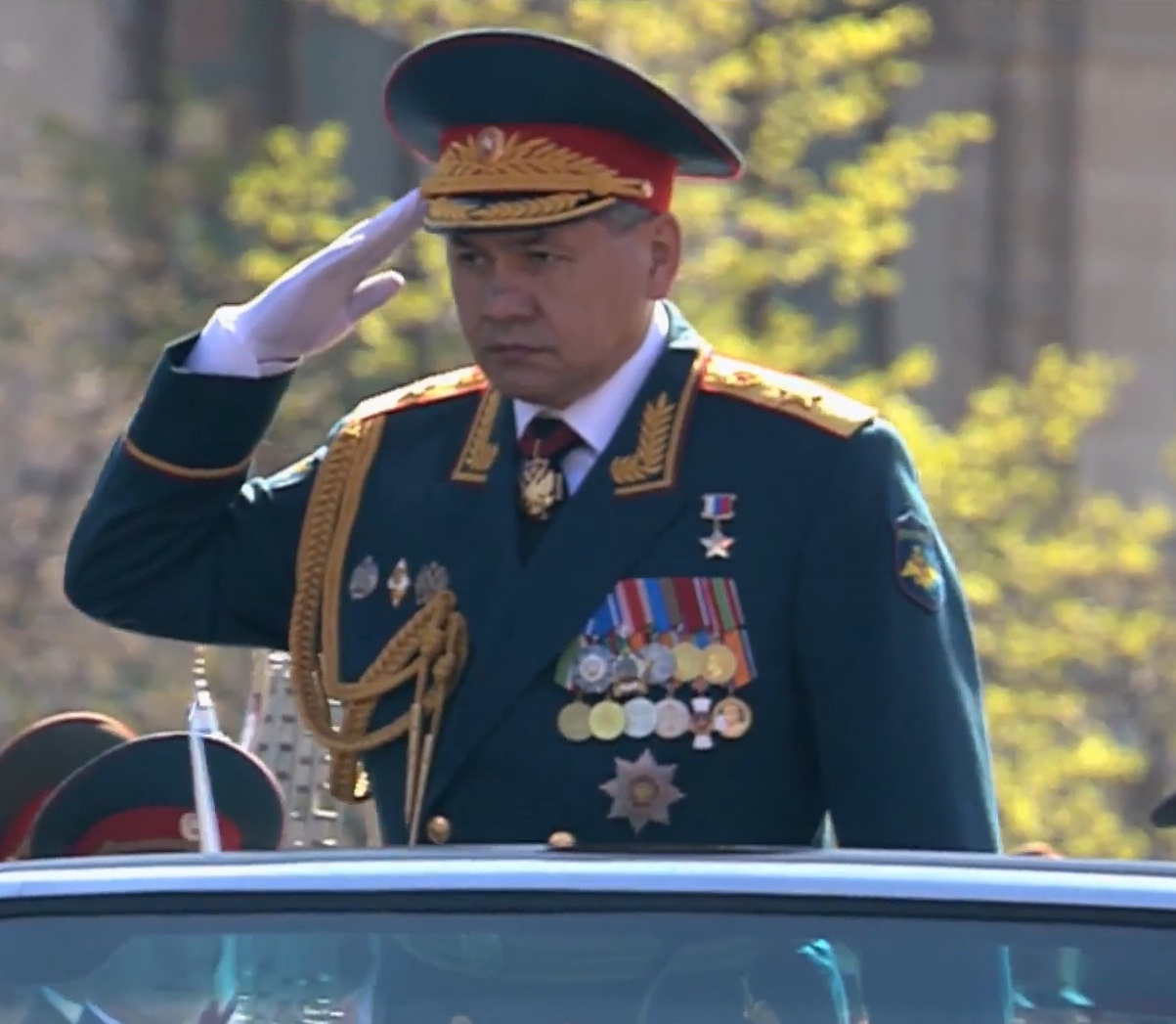
Генерал армии Сергей Шойгу в парадной форме (9 мая 2013 года)

Присвоение офицерам и военнослужащим сотрудникам специальных органов воинского звания генерала армии, как и других генеральских званий, производится исключительно Президентом Российской Федерации. Соответствующие его указы в большинстве случаев не публикуются, так как имеют ограничительную пометку. Как правило, массовые присвоения генеральских званий всех рангов производятся три раза в год: в феврале, июне и декабре. Первое звание генерала армии в современной истории России было присвоено П. С. Грачёву 7 мая 1992 года (в день создания Вооружённых сил Российской Федерации). Всего с 1992 года воинское звание присвоено 72 военачальникам.
Наибольшее количество присвоений звания генерала армии за один раз имело место 13 июня 1996 года, когда его получили сразу 4 человека (П. С. Дейнекин, В. А. Прудников, В. М. Семёнов, И. Д. Сергеев, ещё один — адмирал Ф. Н. Громов — получил в тот же день звание адмирала флота, соответствующее сухопутному воинскому званию «генерал армии»). Наибольшее количество присвоений за год — десять — имело место в 2003 году. С другой стороны, в 1994, 1999, 2008, 2010, 2012, 2014, 2016—2018, 2022—2023 годах присвоений не было вовсе.
Все генералы армии до присвоения звания носили либо воинское звание генерал-полковника, либо специальные звания генерал-полковника внутренней службы (В. Ф. Ерин) или генерал-полковника милиции (Р. Г. Нургалиев, который до перехода в МВД России имел также воинское звание генерал-полковника, присвоенное в период военной службы в ФСБ России).
Меньше всех звание генерала армии (полтора месяца) носил В. П. Дубынин, который уже на момент его присвоения был тяжело болен. Другой военачальник — И. Д. Сергеев — через 15 месяцев после присвоения ему звания генерала армии получил высшее воинское звание Маршала Российской Федерации.
Из всех российских генералов армии дольше всех это звание носит М. И. Барсуков (более 29,5 лет).
Самым молодым российским генералом армии стал П. С. Грачёв, получивший это звание в 44 года, а самым пожилым — В. П. Горемыкин, которому это звание было присвоено в 65 лет.
44 генерала армии (из 72) проходили или проходят службу в Вооружённых Силах, в их числе:
- 4 министра обороны (П. С. Грачёв, И. Н. Родионов, И. Д. Сергеев и С. К. Шойгу, последний ранее служил в МЧС);
- 17 заместителей министра обороны (включая пять начальников Генерального штаба Вооружённых Сил, не считая заместителя министра обороны — главнокомандующего Сухопутными войсками Н. В. Кормильцева и ставшего впоследствии министром обороны П. С. Грачева);
- 10 главнокомандующих видами ВС (включая Н. В. Кормильцева, но не считая ставшего впоследствии министром обороны И. Д. Сергеева);
- 10 командующих войсками военных округов, а также начальник ГРУ В. В. Корабельников, начальник Службы расквартирования и обустройства войск А. В. Гребенюк и начальник Штаба по координации военного сотрудничества государств-участников СНГ В. Н. Самсонов.

Из оставшихся 28 генералов:
- 12 — проходили и проходят военную службу в органах государственной безопасности;
- 6 — служили в органах внутренних дел и проходили либо проходят военную службу во внутренних войсках, ставших впоследствии войсками национальной гвардии России;
- 10 — руководили или руководят другими федеральными органами исполнительной власти, в которых предусмотрено прохождение военной службы: ФАПСИ (впоследствии Спецсвязь ФСО России), ФПС России (впоследствии Пограничная служба ФСБ России), СВР России, ФСО России, МЧС России и Спецстрой России (не считая главу МЧС России С. К. Шойгу, впоследствии ставшего министром обороны).

### Оклад
С 1 января 2012 года размер месячного оклада в соответствии с присвоенным воинским званием генерала армии военнослужащему, проходящему военную службу по контракту, составляет 27 000 рублей. Такой же оклад установлен по воинским званиям, присвоенным в соответствии с ранее действовавшим законодательством по воинскому званию, — «маршал рода войск и маршал специальных войск», «главный маршал рода войск», «маршал авиации» и «главный маршал авиации».
С 1 января 2020 года размер месячного оклада в соответствии с присвоенным воинским званием генерала армии военнослужащему, проходящему военную службу по контракту, составляет 32 545 рублей.

## Классные чины и специальные звания уровня звания генерал армии

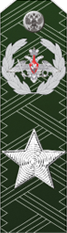
Действительный государственный советник РФ 1 класса
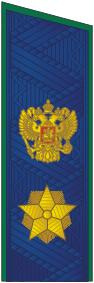
Действительный государственный советник юстиции
Генерал полиции Российской Федерации
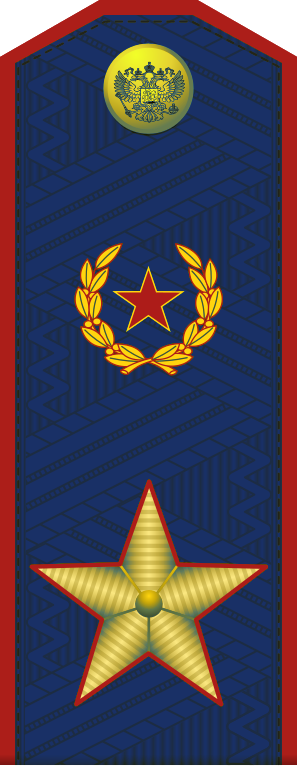
Генерал юстиции Российской Федерации
Действительный государственный советник таможенной службы Российской Федерации
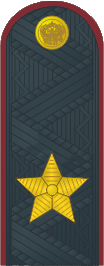
Генерал внутренней службы Российской Федерации (ФСИН России)
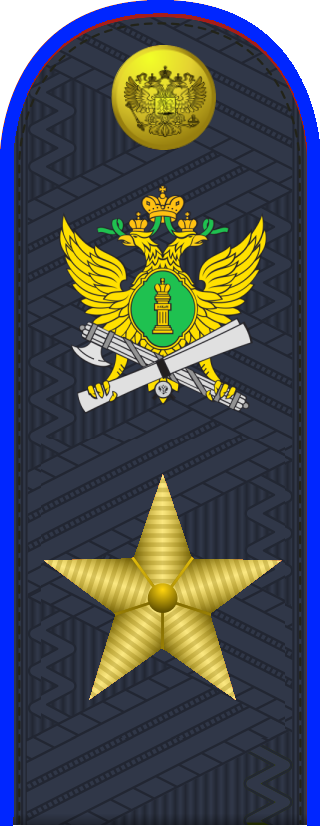
Генерал внутренней службы Российской Федерации (ФССП России)